# Ромодан (Миргородський район)
Ромода́н —  село в Україні, в Ромоданівській селищній громаді Миргородського району Полтавської області. Населення становить 506 осіб. Орган місцевого самоврядування — Ромоданівська селищна рада.

## Історія
Назва походить від назви Ромоданівського шляху ("ромодан" означало велику дорогу). Відповідно до різних переказів, назва шляху пішла або від прізвища воєводи Григорія Ромодановського, або (вірогідніше) — від чумака Ромодана.
У лютому 2020 року Полтавська обласна рада звернулася до Верховної Ради України з проханням про перейменування села Ромодан на Левко-Ромодан. Перейменування ініціювали депутати Новооріхівської сільської ради на прохання мешканців села Ромодан. Це рішення має на меті повернення історичної назви села та уникнення дублювання з назвою селища того ж району.

## Географія
Село Ромодан розташоване на відстані 1,5 км від села Величківка, за 2,5 км - село Березівка (Лубенський район). Територією села протікає струмок, що пересихає, із загатою. Поруч проходить залізниця, станція Шишаки.

## Об'єкти соціальної сфери
- Школа І-ІІ ст.
- Будинок культури.

## Населення
Згідно з переписом УРСР 1989 року, чисельність наявного населення села становила 563 особи, з яких 257 чоловіків та 306 жінок.
За переписом населення України 2001 року, в селі мешкало 499 осіб.

### Мова
Розподіл населення за рідною мовою за даними перепису 2001 року:
| Мова       | Відсоток |
| ---------- | -------- |
| українська | 96,84 %  |
| російська  | 2,37 %   |
| білоруська | 0,40 %   |
| молдовська | 0,20 %   |